# Заручьево (Горицкое сельское поселение)
Заручьево — деревня в Кимрском районе Тверской области. Входит в состав Горицкого сельского поселения.

## География
Находится в юго-восточной части Тверской области на расстоянии приблизительно 44 км на северо-запад по прямой от районного центра города Кимры в левобережной части района.

## История
Известна с 1678 года как деревня из 3 дворов Дмитрия Олсуфьева. В 1806 году 13 дворов. В 1859 году здесь (тогда деревня Заручье Корчевского уезда Тверской губернии) было учтено 14 дворов, в 1887 — 22.

## Население
Численность населения: 113 человек (1859 год), 126 (1887), 6 (русские 100 %) 2002 году, 1 в 2010.